# Pseudomeloe cockerelli
Pseudomeloe cockerelli es una especie de coleóptero de la familia Meloidae.

## Distribución geográfica
Habita en Perú.